# Donou Kokou
Donou Kokou (Lomé, 24 de abril de 1991) é um futebolista profissional togolês que atua como meia.

## Carreira
Donou Kokou representou o elenco da Seleção Togolesa de Futebol no Campeonato Africano das Nações de 2013.